# Copelatus gibsoni
Copelatus gibsoni är en skalbaggsart som beskrevs av Vazirani 1974. Copelatus gibsoni ingår i släktet Copelatus och familjen dykare. Inga underarter finns listade i Catalogue of Life.